# Lhomme (rivier)
De Lhomme, soms ook geschreven als l'Homme of Lomme (Waals: Aiwe di Lome), is een rivier in Wallonië in het stroomgebied van de Maas.
Het is een zijrivier van de Lesse en ze ontspringt nabij Bras in de buurt van Saint-Hubert, provincie Luxemburg, op een hoogte van ongeveer 460 meter. Te Éprave, in de Famenne, even voorbij Rochefort, provincie Namen, mondt zij uit in de Lesse op een hoogte van 150 meter. Over een afstand van 24 kilometer werd de NMBS-lijn van Namen naar Aarlen aangelegd in het dal van de Lhomme.

## Zijrivieren
- Masblette
- Wamme